# 涼宮春日系列
《涼宮春日系列》是由日本作家谷川流創作的輕小說作品系列。擔任小說插畫的是伊東雜音。該小說自2003年6月6日起由角川Sneaker文庫發行，目前已出版12部。小說的各卷標題均為《涼宮春日的××》（××可用兩個漢字代入）。小說的內容是以涼宮春日為中心的SOS團及成員的冒險故事。
本作很受歡迎，被改編為电视动画、漫畫、遊戲、动画电影等多種形式發行。谷川流曾憑該小說獲得第八屆Sneaker大賞。本作曾五度进入《這本輕小說真厲害！》人氣作品前十名。且在日本國內創下800萬部的銷售量，並在海外15個國家以文庫和Comics的方式發行；2011年全球累計銷售量突破1650萬部，2017年突破2000萬部。
小說的繁體中文版在台灣由台灣角川出版以及發行，在香港則由香港角川經銷發行。簡體中文版由上海譯文出版社出版、發行前9卷，《驚愕（前）》、《驚愕（後）》則改由湖南美术出版社出版、天聞角川發行。之后天闻角川亦宣收回布前9卷版权，并决定重新出版。其插圖還曾登上日本高中英語教材。2019年台灣角川20週年紀念活動的主視覺便是本作主角涼宮春日。
2020年8月31日，谷川流宣布新作《凉宫春日的直观》将在11月25日发售，凉宫春日系列时隔九年半再出新作。

## 故事简介
「我对普通的人类没有兴趣。你们之中要是有外星人、未来人、异世界人、超能力者，就尽管来找我吧！就这样。」
才刚开学，凉宫春日的自我介绍就如此劲爆。坐在他前面的男學生阿虛，也有过凉宫那样的想法，但早就放棄了。不過凉宫认真的態度還是吸引了他观察。結果一句無心的言語令他被扯進一個謎樣團體——SOS團，還有外星人、未来人、异世界人、超能力者等等的逼真怪事……涼宮春日擁有改變世界的力量，SOS團裡的人卻設法不讓她知道，因為不想影響世界的法則。
随后，以凉宫春日团长为首的SOS团展开了各式各样的冒险，从小小的活动室，到樱花大道；从寒冷的雪山到暴雨的孤岛....

## 登場人物

### SOS團
阿虛（／，Kyon）
配音：杉田智和（日本）；劉傑（台灣）；黃啟昌（香港）；克里斯賓·弗里曼（美國）
本作的男主角。阿虛其實是他的綽號，身高170cm，《涼宮春日的驚愕》時為17歲。口頭禪是（「夠了夠了」或「唉唉」），負責故事旁白的角色。雖然故事以涼宮春日為中心，但故事是以阿虛的第一人稱角度所口述，對涼宮的評論大都是吐槽。故事開始時為縣立北高一年五班的學生，家有雙親跟一位妹妹，還有《涼宮春日的嘆息》中撿來的雄性三色貓三味線。小時候渴望遇到有趣、不可思議的事件，但當他明白到「外星人、未來人、超能力者、異世界人等等」都只是虛構的，便漸漸地開始習慣現實，希望平凡地度過一生，直到遇上了涼宮春日。自從被春日強行拉進SOS團後，便常因春日的鬼主意而忙得不可開交。
他是SOS團唯一的正常人（據古泉的推斷），因此常會對春日的無理命令及眾人對春日的服從態度感到不滿並抱怨（大多是對春日及古泉的抱怨，亦是此作的特色）。對朝比奈實玖瑠有好感，並能察覺到長門極微的表情變化。也是幾乎唯一一位會勸告春日的人。根據古泉的說法，他是春日「在現實世界唯一想在一起的人」。常常要解決春日有意無意間所闖的禍，在這個時空擁有煽動春日的最大能力。雖然經常抱怨，事實上他是十分嚮往SOS團的生活。
在《涼宮春日的分裂》中，佐佐木提到阿虛本名的形容為「形象如此高貴，宏偉的名字」。
從古泉的結論來看是個完全普通的一般人。但是作為被春日選中的人、春日的王牌，各組織也對他投以相當程度的重視，認為他是類似「鑰匙」的存在。事實上在SOS團中也只有他對春日有意見（其他的成員都相當順從春日）。
個性是愛講道理但是又是個很好的聽衆（被佐佐木評為即使是怎麼樣的講者對着都能放心地說話），老實人，但是也有斥責太過分的春日或對打算處分長門的情報統合思念體提出警告這樣熱血的一面。
雖然決定作為SOS團中的旁觀者。但是在第4卷『消失』的事發生而回到平凡生活之後又對SOS團每天快樂的生活很在意。
約翰·史密斯
阿虛在《竹葉狂想曲》的時光旅行中，回到三年前的七夕接觸春日時使用的假名，当时的阿虚帮助年少的春日在操场上涂画标志，因此春日在後來真正初次和阿虛見面的時候就對他隱約有所印象，但之後春日始終不知道阿虛就是約翰·史密斯。這名字也成為了《涼宮春日的消失》中阿虛和失去記憶的春日的最後連繫。在第3卷『煩悶』中的「竹葉狂想曲」中回到3年前的七夕夜晚的阿虛對當時還在讀國中1年級的春日喊出的偽名。這春日與阿虛的初次邂逅其實是SOS成立的源頭。「讓世界變得更熱鬧的涼宮春日團」這個名稱本來也是從「請多多關照把世界搞得轟轟烈烈（熱鬧）的約翰·史密斯！」這句話中引申的。（此话是《凉宫春日的消失》中再次从未来回到过去的阿虚喊出的。）
雖然春日還沒察覺到「約翰=阿虛」這個事實但是在初次看到阿虛的對話中就有問道「我是不是曾經在哪裡看過你啊，在很久以前？」。
在第4卷『消失』中阿虛對被改變的世界中的春日說出這個名字並且修復了世界。之後這個名字就被當成讓春日能力覺醒的王牌而封印著。
涼宮春日（／，Haruhi Suzumiya）
配音：平野綾（日本）；傅其慧（台灣）；鄭麗麗（香港）；溫蒂·李（美國）
本作的女主角，身高158cm。北高1年5班（第9卷『分裂』開始升為2年5班）的學生、SOS團團長。黑髮黑眼（原作插圖和動畫中是茶色）。阿虛的同班同學，總是坐在阿虛的後面（不管怎麽換座位都因春日威能而這樣維持著）。入學時雖然有及腰的長髮但是現在只有及肩的長度了，頭髮上繫著黃色的髮帶。
因為聰明加上容貌姣好，所以在東中表露性格前受到很多男生的告白，雖然沒有拒絕，但是很快就會把他們甩掉（根據谷口所說最短5分鐘、最長1週）。身體素質很高、性格是綜合自我中心、旁若無人、唯我獨尊的。情感起伏很大，時常情緒不穩定。不喜歡退縮，只要遇到有趣的事就要實行到底。似乎沒什麽一般常識，其實意外地具備理性。
原本一直過著平凡的生活，但自從在小學六年級時看了一場棒球賽後，便發現自己原來是十分渺小的，生活也跟大眾一樣平凡乏味。因此，她在初中開始改變自己，不斷做出各種怪事（如在晚上潛入學校操場畫奇怪的符號等），希望借此發現超自然的事物，因此在東中和北高都是無人不曉的名人。
雖然主張「戀愛是一種病」，但對阿虛只注意長門或看到實久瑠綁馬尾的樣子，甚至對阿虛過去的戀情都相當在意。本來能在男生面前換衣服的後來卻會因為要換衣服而把阿虛趕出部室，可以看成把阿虛當成一位異性來對待。和阿虛一起進入閉鎖空間的原因似乎也是看到阿虛和實玖瑠的樣子而嫉妒了。心底深處似乎對他很有感覺。另外意外的有過「別人的戀愛才不會插手」的發言。
据推测，凉宫春日有堪稱與神相稱的力量，但是本人對此完全沒有意識到，每次在無意識的情況下使用了力量而造成阿虛等人的苦惱。如在不高兴的时候会无意识产生闭锁着空间，而闭锁空间中的透明生物神人会大肆破坏。她力量沒有限制或範圍，完全按照春日好惡產生，毫無法則。而關於她的力量之所以沒有無止境的發動造成世界的改變，按照古泉的推測是她雖然經常發表沒有理據的發言和行動，但是内心其實還是對這些不可思議的物事進行了否定。
3年前，在中學1年級時因為不明的某事而促使「情報爆發」、「時空斷裂」和「超能力者產生」。
渡橋泰水（／）
在《涼宮春日的驚愕》中的α時間中唯一通過春日入團考試的學生。名義上是北高的一年級新生，但實際上只是偽裝成高一學生的初中生而已。促使SOS團的眾人從分裂的時間中恢復正常的關鍵人物。
在事件結束後下落不明。據古泉的分析，泰水的真實身份是涼宮春日無意識中為防護而設下的分身（「渡橋泰水」的平假名略略調整後接近「我是涼宮」），事後與本體春日融合了。
長門有希（／，Yuki Nagato）
配音：茅原實里（日本）；馮嘉德（台灣）；梁少霞（香港）；蜜雪兒·洛芙（美國）
宇宙人。故事開始時為北高的一年級學生（自《分裂》開始升為二年級），身高154cm，是被SOS團佔用的文藝部教室的僅存部員（學生會認定為文藝部部長），平時話不多，總是面無表情地看書（多是厚厚的精裝書，或是印着看不懂字符的哲学书），仿佛就像是房间摆设一样不言不语。长门一人獨居在高級公寓內。她的真正身份是由存在於宇宙中的「資訊統合思念體（Data Integration Thought Entity)」的人型終端機，在故事開始前三年所製造(也就是涼宮春日進入國中後，自覺該脫離平凡，開始熱衷追求怪異事情的時間點)，用來與有機生命體接觸的聯繫裝置人型介面（Humanoid Interface）(角川中文版中譯作外星人)，目前的任務是觀察涼宮春日。她擁有藉著「改變空間資訊」來操控物件的能力（如把球棒變成自動擊出全壘打，將課室的桌子變為尖矛），並經常在各個事件中暗中發揮能力協助而深受阿虛信賴，曾多次拯救阿虚性命。因此在阿虛的內心獨白有「長門大明神」的稱號。即使不使用違反物理定律的操作也可以輕易侵入任何連在網路上的電腦。在人类的世界里，长门几乎是超自然的存在。
除了書本外對電腦研究社自創的遊戲也有點興趣。初登場時的造型是個眼鏡娘，在朝倉刺殺阿虛未遂後因阿虛的意見改為無眼鏡的造型。隨著故事的發展，她也逐漸露出各種感情。在《涼宮春日的消失》中，長門改变了世界。（长门自己的解释是累积的错误造成的。）
朝比奈實玖瑠（／，Mikuru Asahina）
配音：後藤邑子（日本）；林美秀（台灣）；林元春（香港）；史蒂芬妮·謝（美國）
未來人。故事開始時為北高的二年級學生（自《分裂》開始升為三年級），身高152cm，有一副可愛的娃娃臉及不相稱的巨乳，有不少男生支持者，被谷口喻為「北高的小天使」。因為春日說需要童顏巨乳萌吉祥物的角色而被強迫加入SOS團。她原是書法部的學生，現在則是SOS團的女僕兼吉祥物，並因對「籌募SOS團活動經費有功」（在收費的情人節巧克力抽籤大會上吸引了數以百計的參加者）而被涼宮春日任命為SOS團副副團長。常被春日強迫做各式各樣的角色扮演，並在社團教室電腦中留有許多精彩的照片（被阿虛設為隱藏獨佔）。在SOS團的指定工作是為團員泡茶，為了做得盡善盡美，更會親自購買優質茶葉來服務其他團員。
性格膽小、怕事，不時哭喪著臉的樣子。左胸上有一顆星形的痣，自己却不知道。她的真正身份是來自未來的調查員，但是因為階層低而沒有任何特別的能力跟權限，跟普通人沒兩樣。由於規定限制，只要談話內容涉及禁止談論的事項，就會用「禁止事項」代替。在《朝比奈實玖瑠的憂鬱》中因為自己的無能而感到苦惱。每當自覺與阿虛有任何較親密舉動都會緊張不已，為了讓涼宮與阿虛之間的既定事項能夠出現而要求阿虛與自己保持距離。麻醉藥在她身上的效用產生時間比較慢，因此在《涼宮春日的陰謀》中被橘京子懷疑她以前也曾經被麻醉藥迷暈。
年齡不詳。古泉對朝比奈不知道未來動向的現象作出了以下的解釋：朝比奈的無知是由於上頭的管制，令她無權限取得相關資訊。因為基於「人們若知道未來的資訊，就必定會迴避對自己不利的事情」的假設，如果朝比奈的行動泄漏了未來的資訊，過去（現代）的人就可從其行動對未來作出推測及分析。作為身處於現代時間的駐守人員，朝比奈既可以執行其任務，亦能將未來的資訊保密。
朝比奈實玖瑠（大）
在本作中數度登場、朝比奈實玖瑠數年後的樣子。在文中以「朝比奈實玖瑠（大）」來加以區別。變得比較成熟穩重。實玖瑠（大）經過努力爭取後，在組織中擁有比較多的權限和能力。「這是既定事項。」一話是她的口頭禪。曾叮囑阿虛：「不要對我太好。」，也曾经给予阿虚睡美人的提示。在《凉宫春日的消失》中陪伴阿虚一同去找长门并回到三年后修正时间异常。
《涼宮春日的驚愕》中提及在藤原所處的未來中實玖瑠（大）由於某些原因而消失，這也是藤原來到現代的理由之一。
朝比奈實千瑠（／）
《涼宮春日的陰謀》中，由八天後時光旅行回來的實玖瑠，寄住在鶴屋學姐家時假冒為實玖瑠的雙胞胎妹妹。當時阿虛幫她取了這個假名。
古泉一樹（Itsuki Koizumi）
配音：小野大輔（日本）；于正昌（台灣）；李致林（香港）；約翰尼·楊·博斯（美國）
超能力者。春季才轉校到北高1年9班（自第9巻《分裂》升讀2年9組）的男高中生，現任SOS團副團長。身高181cm。臉上總是掛著一副「人畜無害」的溫和微笑，對同級同學亦會經常使用敬語。其就讀的1年9班是理數系的特別升學班。不僅頭腦好，運動神經發達，而且長相美形，因此在女生間的人氣很高。
由於「迷之轉校生」的屬性而遭春日拐到SOS團，期後被春日任命為副團長。在故事中是類似智囊、總是帶著微笑的角色。根據當時心情的不同，古泉臉上的笑容會有很微妙的差別。而他臉上的「人畜無害」的笑容，亦是古泉一樹最突出的人物特色。喜歡玩各式各樣的桌上遊戲，並經常帶不同種類的桌上遊戲到社團教室和阿虛玩，但技術都十分爛。喜歡對阿虛說哲學理論（多半和涼宮春日有關），经常让阿虚抱怨连连。
真實身份是超能力組織「機關（Agency）」的一員，是位只能在閉鎖空間中發揮超能力的超能力者，平時一樣也是看不出任何特殊之處的普通人。由於工作與涼宮春日的精神不安定而做成的閉鎖空間有關，所以對涼宮春日的精神狀態尤其關心，並自稱是研究涼宮春日精神狀態的專家。在《涼宮春日的消失》中，古泉是唯一一位仍待在春日身邊的SOS團團員，根據阿虛的說法，是「那個世界的古泉，愛上了那個世界的春日。」
雖然自稱為「機關」的末端，但在《涼宮春日的驚愕》中，橘京子對阿虛指他就是組織的領導人（本人無意識，實際上此言是否為真也無從確定）。

### 觀察涼宮春日的人
朝倉 涼子（あさくら りょうこ）
聲優：桑谷夏子（日本）；雷碧文（台灣）；曾佩儀（香港）；布里奇特·霍夫曼 （美国）
一年五班的班長，被谷口評為AA+級的美少女，身高160cm，頭腦好、性格好，乐于助人，与人为善，是在班上很受歡迎的風雲人物。她的真正身份和長門一樣為資訊統合思念體屬下的外星人，屬於激進派之一，和長門一樣有操縱空間資訊的能力，並和長門住在同一座公寓。她原本的任務是輔助長門觀察涼宮春日，但為了令觀察對象（涼宮春日）出現變化，決定將涼宮唯一重視的人──阿虛殺死以觀察其改變，最後在刺殺阿虛的過程中被長門解除資訊結合而消失。長門為了隱藏這個秘密，於是令大家以為朝倉的消失是因為要和家人一起移民到加拿大。
在《涼宮春日的消失》中，朝倉再次出現，在被改变的世界中代替春日成为阿虚后桌。后在長門身邊擔任「保護」長門的角色，依然十分激進並再度刺殺穿越时间的阿虛，之後再度被長門解除。
在《涼宮春日的驚愕》中，作為長門有希的後援人員再次出現，並和周防九曜發生戰鬥。
喜綠江美里
聲優：白鳥由里（日本）；林美秀（台灣）；張頌欣（香港）
故事開始時為二年級的女生（自《分裂》開始升為三年級），為學生會執行部主力，擔任書記一職，與朝比奈並不同班，只在共同課程時與她見過面，兩者之間甚至連話也沒有多說過。在《神祕訊號》一文中，以電腦研究社社長的女朋友的身份到來文藝部室向SOS團求助，希望能尋回失蹤的男友。事實上，電腦研究社社長也不知道自己有這樣的一位女朋友。
在《涼宮春日的憤慨》裡可知道喜綠江美里也是資訊統合思念體屬下的外星人之一，但並不是長門那一派的。
在《涼宮春日的分裂》裡更突然以咖啡廳服務生出現，觀察對立的天蓋領域外星人周防九曜。據阿虛推測，為穩健派成員；古泉認為她為長門的監視人。
在《涼宮春日的驚愕》中朝倉涼子和周防九曜戰鬥時突然出現，並阻止朝倉涼子的激進行為。
多丸圭一
聲優：井上和彥（日本）；李香生（台灣）；梁志達（香港）
在《孤島症候群》中初次登場。「機關」成員，在孤島的時候是別墅的主人，并假扮被杀死。在《涼宮春日的陰謀》中更以警察的裝扮登場，並在朝比奈被綁架事件中攔截綁架團。
多丸裕
聲優：森川智之（日本）；何志威（台灣）；伍博民（香港）
在《孤島症候群》中初次登場。「機關」成員，在孤島和雪山的時候是多丸圭一的弟弟。在《涼宮春日的陰謀》中更以警察的裝扮登場，並在朝比奈被綁架事件中攔截綁架團。
新川
聲優：大塚明夫（日本）；李香生（台灣）；張炳強（香港）
在《孤島症候群》中初次登場。「機關」成員，在孤島和雪山的時候扮演管家。是位如紳士般的中年男子，在孤島和雪山的時候是受聘於多丸圭一的管家（兼任遊艇駕駛者、司機及廚師）。他也是那部在《涼宮春日的憂鬱》及《涼宮春日的陰謀》中接載阿虛及古泉的黑色計程車的司機。駕駛技術被阿虛評為已到達「WRC」（世界拉力錦標賽）的水準。
森園生
聲優：大前茜（《凉宫春日的忧郁》、《小凉宫春日的忧郁》）、小见川千明（《小长门有希的消失》） （日本）；吳貴竹 （台灣）；陸惠玲（香港）
在《孤島症候群》中初次登場。「機關」成員，在孤島和雪山的時候扮演受聘於多丸圭一的美女女侍，年齡不詳。在《涼宮春日的陰謀》中以平常的辦公室女郎裝扮再次出場。對著敵人（朝比奈綁架團）時的笑容極其可怕。

### 對立勢力
佐佐木（／，Sasaki）
在《涼宮春日的分裂》中正式登場（在之前的故事已被多次提及，當時並未提及名字）（由于其名字开头为S，和凉宫同开头，曾在《凉宫春日的消失》中阿虚的手机出现），是阿虛國三時的摯友。
和春日小學時同校，但並不同班（據本人提及），並透露春日小學時便如同太陽一般耀眼，自己還曾模仿春日留長頭髮（但在國三認識阿虛前已剪短）。
面對男性慣用「ボク」作為第一人稱的拘謹男性語調，是位十分理智及喜歡說一些充滿哲學性的言論的人。與阿虛親密的關係使中河、國木田與古泉誤會他們有戀情。春日得悉佐佐木和阿虛的關係後潛意識精神狀態變得不穩定；古泉更說十人看到佐佐木有八個會迷上她的『有魅力的女性』，暗示跟涼宮春日相似。橘京子說佐佐木亦擁有和春日一樣創造閉鎖空間的能力，但相對穩定，更希望佐佐木可以完全接收控制世界的力量。佐佐木本人得知後對事情十分迷惘。
橘京子
在《涼宮春日的分裂》中正式登場。屬於和「機關」敵對的不明組織（但該組織的規模及手段和「機關」相比差了不只一個檔次）。在《涼宮春日的陰謀》中首次出現，是朝比奈綁架團其中一人。一名超能力者，但聲稱能力從佐佐木得來而非涼宮春日，認為涼宮春日的能力其實是屬於佐佐木，只不過是因為某些地方出錯而成為現況並希望把涼宮春日的能力消除。可以進入佐佐木創造的閉鎖空間，在三大對立勢力中擔當最末端的角色。
事件結束後，和古泉交換了手機號。
周防九曜
在《涼宮春日的分裂》中正式登場。有一頭長到過腰的及厚重髮量的醒目黑髮，屬於天蓋領域的外星人。性格沉默而詭異，說話不連貫，跟隨著佐佐木和橘京子，目的及立場不明。在《涼宮春日的驚愕》證實曾經和谷口交往過，但據本人說只是把谷口錯當成阿虛而產生的誤會。
藤原
在《涼宮春日的分裂》中正式登場。來自與朝比奈不同的未來人組織。在《涼宮春日的陰謀》中首次出現，曾阻礙阿虛和朝比奈（實千瑠）完成任務，同時是朝比奈綁架團其中一人。在《涼宮春日的分裂》，阿虛要求他報上姓名以及在佐佐木說服下，才自稱藤原，因此藤原有可能是假名。對橘京子的想法表現得漫不經心。態度使阿虛感到極之討厭。
在未來中，藤原似乎是朝比奈實玖瑠的弟弟，而且在他所處的未來中朝比奈實玖瑠消失（可能是因為時間在那一時也分裂了一次﹐換句話說藤原和朝比奈(大)可能處於不同的未來），為了改變這一事實而回到過去（也就是阿虛他們所處的現在）。
事件結束後，其所處的未來與現在的關聯因春日的能力而被切斷，這意味著藤原將無法再來到現在。

### 校內
谷口
聲優：白石稔（日本）；何志威（台灣）；黃榮璋（香港）
故事開始時為一年五班學生，和春日一樣畢業於東國中。喜歡與漂亮女生搭訕，並曾將北高一年級的所有女生評級。跟春日搭話前，阿虛就是因为谷口和春日之前同班，從谷口口中得知春日的往事。曾經以為阿虛和長門有希交往，後來自己自行否定。在聖誕節前（《涼宮春日的消失》）向阿虛炫耀自己交到一位光陽園女子中學一年級的女生為女朋友（在《涼宮春日的驚愕》中證實谷口當時交往的女朋友是周防九曜），隔年情人節當天卻因被甩（九曜：我誤會了）而心情陷入谷底。新學年仍跟阿虛與涼宮春日就讀同一班。
國木田
聲優：松元惠（日本）； 馮嘉德（台灣）； 張裕東（香港）
故事開始時為一年五班學生，國中時和阿虛是同學，一直認為阿虛喜歡奇怪的女孩子（而阿虛堅稱這是誤會）。在《戴著「總編輯」臂章的惡魔》中可知校內成績不俗，本來亦有讀理科班的實力。新學年仍跟阿虛與涼宮春日就讀同一班。進入北高就讀的其中一個原因是因為仰慕鶴屋學姊。並且很感謝阿虛讓他能被鶴屋學姊給記住。
鶴屋學姐
聲優：松岡由貴（日本）； 吳貴竹（台灣）；何璐怡（香港）
故事開始時為朝比奈的同班同學，SOS團的名譽顧問。個性活潑、大而化之和學識淵博使阿虛十分佩服，平常亦很照顧朝比奈。家裡很富有，而且是「機關」的間接贊助人，鶴屋更是家族集團的繼承人。住在一間非常大的和式宅第，並有多間別墅。经常和谷口和国木田作为SOS人数不齐时参加活动的后备成员。
在《涼宮春日的暴走》對阿虛表明知道春日、長門和朝比奈不是普通人，而且在阿虛身上有著和她一樣的正常人味道。
在《涼宮春日的陰謀》中對阿虛表示希望維持自己「在一旁觀看SOS團」的立場。
在《涼宮春日的驚愕》中被國木田評價為「天才」，以及她能使SOS團瓦解但沒有這種打算。
電腦研究社社長
聲優：小伏伸之（日本）；于正昌（台灣）；梁偉德（香港）
故事開始時為真名不明的二年級電腦研究社社長，獨居。被春日以他「性騷擾」朝比奈的照片威脅（被春日強迫），送出一部新型電腦給SOS團，還要幫助春日裝配線路的可憐人。因為這樣而深深不忿，所以經常登入SOS團的網頁，看看他們有沒有更新（也令他捲入了《神秘訊號》事件之中）。在《射手座之日》更使用自己開發的電腦遊戲向SOS團挑戰，卻被長門收拾得乾乾淨淨，亦因此失去四部手提電腦，也不追究原來的那部電腦，但同時在他及阿虛的提議下，長門偶爾會到電腦研究社上使用電腦而令他十分高興，甚至在新學年打算找長門接手。曾寄過對SOS團的控訴單到學生會，最後因電腦遊戲慘敗而收回。
學生會會長
在《戴著「總編輯」臂章的惡魔》裡初次登場，本名不明。他是古泉請來競選和扮演學生會長的同學，在涼宮面前是心目中的「學生會長」；但是戲一演完後，就變成阿虛所說的「不良會長」。他演的第一齣戲，是讓涼宮叫SOS團的團員們寫社刊(文藝社的)，之後繼續扮演敵對。新學年時，他開始投入於學生會長的真正工作，亦感到十分有趣。
阪中佳實
聲優：相澤舞（日本）
在《犬魔魅影》裡初次登場。第二位委託SOS團的人。她是阿虛班上的同學，家裡很富有，但是不比鶴屋多。她請SOS團調查該區的狗突然不敢靠近某一區域的神秘事件，她的寵物狗盧梭更因此不適，最後事件由長門解決。往後，春日很喜歡到訪她的家和盧梭玩。
小說中沒有提及她的全名，僅稱之為「阪中」；在劇場版動畫《涼宮春日的消失》片尾的CAST列表中出現了全名。

### 其他角色
虛妹
聲優：青木沙耶香（日本）； 吳貴竹（台灣）；楊善諭／黃紫嫻（香港）
阿虛的妹妹，本名不明，故事開始時就讀小學五年級。乖巧天真得令人不敢相信是阿虛的妹妹。阿虛的綽號就是她向阿虛的同學「發揚光大」的。個性活潑、天真無邪，有時候也會參與SOS團的活動（如棒球比賽、合宿、拍攝電影等）。她有時會躲在阿虛行李包中。
三味線
聲優：緒方賢一 （日本）；何志威（台灣）；招世亮（香港）
在《涼宮春日的嘆息》中初次登場。涼宮春日因要拍攝電影而撿來的野生雄性三色貓。最初因涼宮的願望而擁有說話的能力，發出的一把中年男聲，而且還是說些充滿哲學味道的話，並被阿虛收養，過著正常休閒的寵物貓生活。後來因世界回復正常而喪失說話的能力。暱稱「三味」。（註：日本傳統樂器三味線的共鳴箱是由貓皮作成。）
三味線二號
在《尋貓記》中古泉因要玩推理遊戲而撿來作道具的雌性三色貓。暱稱「三味二」。
中河
在《示愛怪客》中初次登場。他是阿虛在初中認識的點頭之交，是位身材健壯的熱血青年。美式足球隊隊員。在SOS團第一次戶外活動當日對長門一見鍾情，自當時開始就已經計劃十年後的婚姻計劃，並借阿虛的手向長門表達愛意而引起了長門的興趣。最後長門發現整件事的原委是因為中河擁有透過聯繫裝置外星人（長門）看到資訊統合思念體的超能力，而中河所愛的是其實是資訊統合思念體所散發出來的智慧光芒。在長門消除他這種超能力後，中河便對長門失去興趣，但中河由始至終都不知道整件事情的真相。
眼鏡弟弟
在《朝比奈實玖瑠的憂鬱》中初次登場，本名不明。是個有禮貌的小男孩（約小四、五），並且很擅長繪畫。住在涼宮春日的家附近，春日經常會幫他補習。對未來人來說，他是一位很重要的人，因為沒有他便不能完成時間旅行（推测可能是時間旅行的公式的发明人）。有一天，在回家的路途差點被對立的未來人用車撞死，幸得依從朝比奈（大）指示而在場的阿虛及朝比奈（小）相救，才倖免於難。
在《涼宮春日的陰謀》中再次出現，並收養了阿虛依從朝比奈（大）的指示所放生的烏龜。
《涼宮春日的驚愕》的β時間線中，阿虛與佐佐木、橘京子和藤原搭乘計程車前往北高，計程車司機提到自己的兒子和幫助兒子補習的高中生，似乎指的便是眼鏡弟弟和春日。
吉村美代子
阿虛的妹妹的同學兼好友，阿虛稱之為「美代吉」。《涼宮春日的憤慨》中，文藝社社刊創作時，在阿虛執筆的戀愛小說中出現，被指是跟朝比奈不相伯仲的美少女。

## 故事時序
涼宮春日系列小說不論是連載次序、單行本收錄次序都和故事的發生順序有所出入。
| 學年       | 月份     | 標題（中文翻譯）                           | 收錄於                                                  | 連載時間             |
| ---------- | -------- | ------------------------------------------ | ------------------------------------------------------- | -------------------- |
| 中學一年級 | 七月     | 竹葉狂想曲（時間回溯時）                   | 第3卷 涼宮春日的煩悶                                    | 2003年8月            |
| 中學一年級 | 七月     | 涼宮春日的消失（時間回溯時）               | 第4卷 涼宮春日的消失                                    | 未連載               |
| 中學三年級 | 不明     | 涼宮春日的分裂（阿虛的回想）               | 第9卷 涼宮春日的分裂                                    | 未連載               |
| 中學三年級 | 三月     | 戴著「總編輯」臂章的惡魔（阿虛的小說內容） | 第8卷 涼宮春日的憤慨                                    | 未連載               |
| 中學三年級 | 九月     | Rainy Day                                  | 《驚愕》初回特典《涼宮春日的秘話》                      | 未連載               |
| 高校一年級 | 四、五月 | 涼宮春日的憂鬱（故事的開端）               | 第1卷 涼宮春日的憂鬱 （漫畫 第1-2卷）                   | 未連載               |
| 高校一年級 | 六月     | 涼宮春日的煩悶                             | 第3卷 涼宮春日的煩悶                                    | 2003年6月            |
| 高校一年級 | 七月     | Knowing me·Knowing you                     | 漫畫 第3卷                                              | 未連載               |
| 高校一年級 | 七月     | 竹葉狂想曲                                 | 第3卷 涼宮春日的煩悶                                    | 2003年8月            |
| 高校一年級 | 七月     | 神秘訊號                                   | 第3卷 涼宮春日的煩悶                                    | 2003年10月           |
| 高校一年級 | 七月     | 神秘訊號再添一椿                           | 漫畫 第4卷                                              | 未連載               |
| 高校一年級 | 七月     | 孤島症候群                                 | 第3卷 涼宮春日的煩悶                                    | 未連載               |
| 高校一年級 | 七月     | 涼宮春日的直列                             | 任天堂DS 涼宮春日的直列(遊戲)                           | 未連載               |
| 高校一年級 | 七月     | 涼宮春日的並列                             | Wii 涼宮春日的並列(遊戲)                                | 未連載               |
| 高校一年級 | 八月     | 漫無止境的八月                             | 第5卷 涼宮春日的暴走                                    | 2003年12月           |
| 高校一年級 | 八月     | 野貓三味線的人生観                         | 漫畫 第5卷                                              | 未連載               |
| 高校一年級 | 十月     | GET IN THE RING                            | 漫畫 第5卷                                              | 未連載               |
| 高校一年級 | 十月     | 涼宮春日的激動                             | Wii 涼宮春日的激動(遊戲)                                | 未連載               |
| 高校一年級 | 十一月   | 涼宮春日的嘆息                             | 第2卷 涼宮春日的嘆息                                    | 未連載               |
| 高校一年級 | 十一月   | 涼宮春日的約束                             | PSP 涼宮春日的約束(遊戲)                                | 未連載               |
| 高校一年級 | 十一月   | 朝比奈實玖瑠的冒險 Episode00               | 第6卷 涼宮春日的動搖                                    | 2004年2月            |
| 高校一年級 | 十一月   | SHOW MUST GO ON                            | 漫畫 第6卷                                              | 未連載               |
| 高校一年級 | 十一月   | Live Alive                                 | 第6卷 涼宮春日的動搖                                    | 2004年12月           |
| 高校一年級 | 十一月   | 來自千湖的傳奇                             | 漫畫 第6卷                                              | 未連載               |
| 高校一年級 | 十一月   | 射手座之日                                 | 第5卷 涼宮春日的暴走                                    | 2004年4、6月         |
| 高校一年級 | 十一月   | 射手座後日                                 | 漫畫 第7卷                                              | 未連載               |
| 高校一年級 | 十一月   | Someday in the rain                        | 動畫原創故事                                            | 2006年8月            |
| 高校一年級 | 十二月   | 涼宮春日的消失                             | 第4卷 涼宮春日的消失                                    | 未連載               |
| 高校一年級 | 十二月   | 涼宮春日的追憶                             | PSP&PS3 涼宮春日的追憶(遊戲)                            | 未連載               |
| 高校一年級 | 十二月   | 示愛怪客                                   | 第6卷 涼宮春日的動搖                                    | 2004年10月           |
| 高校一年級 | 十二月   | 雪山症候群                                 | 第5卷 涼宮春日的暴走                                    | 未連載               |
| 高校一年級 | 十二月   | 尋貓記                                     | 第6卷 涼宮春日的動搖                                    | 未連載               |
| 高校一年級 | 一月     | 無厘數                                     | 第12卷 涼宮春日的直覺                                   | 未連載               |
| 高校一年級 | 一月     | 朝比奈實玖瑠的憂鬱                         | 第6卷 涼宮春日的動搖                                    | 2005年2月            |
| 高校一年級 | 二月     | 涼宮春日的陰謀                             | 第7卷 涼宮春日的陰謀                                    | 未連載               |
| 高校一年級 | 三月     | 戴著「總編輯」臂章的惡魔                   | 第8卷 涼宮春日的憤慨                                    | 2005年6、8、10、12月 |
| 高校一年級 | 三月     | 犬魔魅影                                   | 第8卷 涼宮春日的憤慨                                    | 2006年2、4月         |
| 高校二年級 | 四月     | 涼宮春日的分裂                             | 第9卷 涼宮春日的分裂                                    | 未連載               |
| 高校二年級 | 四月     | 涼宮春日的驚愕                             | 第10卷 涼宮春日的驚愕（前） 第11卷 涼宮春日的驚愕（後） | 未連載               |
| 高校二年級 | 五、六月 | 七大不可思議延長賽                         | 第12卷 涼宮春日的直覺                                   | 2018年10月           |
| 高校二年級 | 五、六月 | 鶴屋學姊的挑戰                             | 第12卷 涼宮春日的直覺                                   | 未連載               |
| 特別篇     | 不明     | 涼宮春日劇場                               | 未被收錄                                                | 2004年8月            |
| 特別篇     | 不明     | 回來了 涼宮春日劇場                        | 未被收錄                                                | 2006年6月            |
| 特別篇     | 不明     | 涼宮春日的困惑                             | PS2涼宮春日的困惑(遊戲)                                 | 未連載               |

1. ↑   短篇故事《涼宮春日的煩悶》比《涼宮春日的憂鬱》早兩個月出版。
2. ↑   《Someday in the rain》原是動畫原創故事，但其後小說版在《The Sneaker》2006年8月號連載。
3. ↑   2005年4月、2006年10月和12月號的《The Sneaker》也沒有連載涼宮春日的小說。
4. ↑   《戴著「總編輯」臂章的惡魔》在台灣版剛出版之時曾經因為標題譯名與原文(《編集長★一直線!》，直譯為《總編輯衝吧》)相差太多而引起網友討論。
5. ↑   2007年4月號的《The Sneaker》附送了《涼宮春日的分裂》的100 頁試讀版（即只收錄了《分裂》的序章，而且封面也和正式版的《涼宮春日的分裂》有所不同）。
6. ↑   2010年8月號的《The Sneaker》附送了《涼宮春日的驚愕》的100 頁試讀版。

## 漫畫

### 《涼宮春日的憂鬱》
《涼宮春日的憂鬱》（みずのまこと版）
第一位漫畫作者於改編時與原作出現大幅差異，之後角川文庫決定變更負責的漫畫家。
1. 涼宮春日的憂鬱 1 （2004年9月1日初版發行、ISBN 4-04-713658-1）

《涼宮春日的憂鬱》（ツガノガク版）
由都賀野岳作畫，在角川的《少年ACE》上連載。單行本共20卷（第一部完）
漫畫作者因繪畫本作品而知名，亦成為動畫作品的藍本。
| 冊數 | 角川書店                   | 角川書店                                                          | 台灣角川       | 台灣角川               |
| 冊數 | 發售日期                   | ISBN                                                              | 發售日期       | ISBN                   |
| ---- | -------------------------- | ----------------------------------------------------------------- | -------------- | ---------------------- |
| 1    | 2006年4月21日              | ISBN 4-04-713811-8                                                | 2007年8月15日  | ISBN 978-986-174-436-0 |
| 2    | 2006年6月22日              | ISBN 4-04-713831-2                                                | 2007年9月18日  | ISBN 978-986-174-482-7 |
| 3    | 2006年12月21日             | ISBN 4-04-713885-1                                                | 2007年11月20日 | ISBN 978-986-174-532-9 |
| 4    | 2007年6月6日 2007年6月22日 | ISBN 978-4-04-900784-8（限定版） ISBN 978-4-04-713923-7（通常版） | 2008年1月30日  | ISBN 978-986-174-569-5 |
| 5    | 2007年10月24日             | ISBN 978-4-04-713981-7                                            | 2008年7月25日  | ISBN 978-986-174-739-2 |
| 6    | 2008年5月22日              | ISBN 978-4-04-715061-4                                            | 2009年1月22日  | ISBN 978-986-174-983-9 |
| 7    | 2008年12月20日             | ISBN 978-4-04-715148-2                                            | 2009年6月17日  | ISBN 978-986-237-141-1 |
| 8    | 2009年3月24日              | ISBN 978-4-04-715208-3                                            | 2009年11月25日 | ISBN 978-986-237-369-9 |
| 9    | 2009年7月22日              | ISBN 978-4-04-715269-4                                            | 2010年2月11日  | ISBN 978-986-237-526-6 |
| 10   | 2009年10月22日             | ISBN 978-4-04-715302-8                                            | 2010年4月17日  | ISBN 978-986-237-625-6 |
| 11   | 2010年4月21日              | ISBN 978-4-04-715429-2                                            | 2010年9月30日  | ISBN 978-986-237-847-2 |
| 12   | 2010年10月22日             | ISBN 978-4-04-715544-2                                            | 2011年4月26日  | ISBN 978-986-287-089-1 |
| 13   | 2011年2月23日              | ISBN 978-4-04-715656-2                                            | 2011年9月30日  | ISBN 978-986-287-308-3 |
| 14   | 2011年5月24日              | ISBN 978-4-04-715698-2                                            | 2011年10月29日 | ISBN 978-986-287-418-9 |
| 15   | 2011年12月21日             | ISBN 978-4-04-715804-7                                            | 2012年6月9日   | ISBN 978-986-287-769-2 |
| 16   | 2012年3月17日              | ISBN 978-4-04-120185-5                                            | 2012年9月27日  | ISBN 978-986-287-951-1 |
| 17   | 2012年11月21日             | ISBN 978-4-04-120459-7                                            | 2013年5月17日  | ISBN 978-986-325-391-4 |
| 18   | 2013年3月19日              | ISBN 978-4-04-120644-7                                            | 2013年9月13日  | ISBN 978-986-325-603-8 |
| 19   | 2013年6月21日              | ISBN 978-4-04-120741-3                                            | 2014年1月15日  | ISBN 978-986-325-772-1 |
| 20   | 2013年12月26日             | ISBN 978-4-04-120956-1                                            | 2014年9月17日  | ISBN 978-986-366-143-6 |

### 《涼宮春日的漫畫合集》
《涼宮春日的憂鬱》（中国版）
由日本授權Summer Zoo 夏天岛工作室繪製，作者為豚宝，在中国大陆漫画杂志《天漫》创刊号（2011年9月号）上开始连载與同年結束。繁體中文版則被收錄進特刊單行本中。
| 冊數 | 標題               | 《天漫》雜誌社編輯部 | 《天漫》雜誌社編輯部 | 台灣角川      | 台灣角川               |
| 冊數 | 標題               | 發售日期             | ISBN                 | 發售日期      | ISBN                   |
| ---- | ------------------ | -------------------- | -------------------- | ------------- | ---------------------- |
| 全   | 涼宮春日的漫畫合集 | 2011年6月1日         | ISSN 2095-1590       | 2011年9月23日 | ISBN 978-986-287-351-9 |

### 《小涼宮春日的憂鬱》
為應對2006年版動畫結束放映後到2009年版動畫推出之間的真空期間，進而推出彌補這空白的四格漫畫作品。作者ぷよ以同人誌的方式發表，除了內容和場景參考原作外，各角色的性格和人物設定都被誇張化。
| 冊數 | 角川書店                   | 角川書店                                                          | 台灣角川       | 台灣角川               |
| 冊數 | 發售日期                   | ISBN                                                              | 發售日期       | ISBN                   |
| ---- | -------------------------- | ----------------------------------------------------------------- | -------------- | ---------------------- |
| 1    | 2008年5月22日              | ISBN 978-4-04-715062-1                                            | 2009年3月25日  | ISBN 978-986-237-014-8 |
| 2    | 2008年12月20日             | ISBN 978-4-04-715158-1                                            | 2009年7月22日  | ISBN 978-986-237-200-5 |
| 3    | 2009年7月7日 2009年7月22日 | ISBN 978-4-04-715198-7（限定版） ISBN 978-4-04-715263-2（通常版） | 2010年1月27日  | ISBN 978-986-237-491-7 |
| 4    | 2009年12月23日             | ISBN 978-4-04-715352-3                                            | 2010年5月19日  | ISBN 978-986-237-676-8 |
| 5    | 2010年11月24日             | ISBN 978-4-04-715561-9                                            | 2011年5月25日  | ISBN 978-986-287-175-1 |
| 6    | 2011年9月17日              | ISBN 978-4-04-715779-8                                            | 2012年2月2日   | ISBN 978-986-287-530-8 |
| 7    | 2012年11月21日             | ISBN 978-4-04-120493-1                                            | 2013年6月12日  | ISBN 978-986-325-433-1 |
| 8    | 2013年12月26日             | ISBN 978-4-04-120955-4                                            | 2014年7月16日  | ISBN 978-986-366-062-0 |
| 9    | 2014年2月26日              | ISBN 978-4-04-121040-6                                            | 2015年2月6日   | ISBN 978-986-366-355-3 |
| 10   | 2015年3月25日              | ISBN 978-4-04-102878-0                                            | 2015年11月11日 | ISBN 978-986-366-812-1 |
| 11   | 2017年2月4日               | ISBN 978-4-04-105043-9                                            | 2018年5月16日  | ISBN 978-957-564-202-0 |
| 12   | 2019年5月2日               | ISBN 978-4-04-107906-5）                                          | 2019年12月19日 | ISBN 978-957-743-399-2 |

### 《小鶴屋學姊的四格》
えれっと作畫的四格漫畫作品。小鶴屋學姊的口頭禪「妞攏」算是此作品的新創字眼，頻繁出現於此作品中。
| 冊數 | 角川書店      | 角川書店               | 台灣角川      | 台灣角川               |
| 冊數 | 發售日期      | ISBN                   | 發售日期      | ISBN                   |
| ---- | ------------- | ---------------------- | ------------- | ---------------------- |
| 全   | 2009年9月24日 | ISBN 978-4-04-715293-9 | 2011年11月9日 | ISBN 978-986-287-476-9 |

### 漫畫選集
| 冊數 | 標題             | 角川書店       | 角川書店               | 台灣角川      | 台灣角川               |
| 冊數 | 標題             | 發售日期       | ISBN                   | 發售日期      | ISBN                   |
| ---- | ---------------- | -------------- | ---------------------- | ------------- | ---------------------- |
| 1    | 涼宮春日的競演   | 2009年3月24日  | ISBN 978-4-04-715226-7 |               |                        |
| 2    | 涼宮春日的祝祭   | 2009年7月23日  | ISBN 978-4-04-715277-9 |               |                        |
| 3    | 涼宮春日的絢爛   | 2009年12月23日 | ISBN 978-4-04-715346-2 | 2014年2月14日 | ISBN 978-986-325-693-9 |
| 4    | 阿虛＆古泉的災難 | 2009年12月23日 | ISBN 978-4-04-715359-2 | 2012年7月13日 | ISBN 978-986-287-833-0 |

## 電視動畫

### 涼宮春日的憂鬱
動畫《涼宮春日的憂鬱》在2006年4月2日開始播出，至同年7月初完結，總計播放14集。主要收錄小說《涼宮春日的憂鬱》及《涼宮春日的煩悶》（涼宮春日的煩悶、神秘訊號、孤島症候群）的故事，此外也有收錄《涼宮春日的暴走》（射手座之日）及《涼宮春日的動搖》（Live Alive、朝比奈實玖瑠的冒險 Episode00）的部份故事及原創故事（Someday in the rain）。由京都動畫製作。
2007年7月7日，於朝日新聞發表動畫第二期製作決定消息。但同年12月18日，官方發佈消息第二期製作「中止」，並發表製作涼宮春日的憂鬱的新動畫。其後於2009年4月，動畫再次播放。其性質並非「重播」，而是在按故事發生的時序播放同時，在舊有集數之間加入新作，包括將會收錄小說《涼宮春日的煩悶》中的〈竹葉狂想曲〉、《涼宮春日的暴走》中的〈漫無止境的八月〉及《涼宮春日的嘆息》的故事。此外，舊有集數的內容亦稍有改動。在2009年5月21日，首個新集數〈竹葉狂想曲〉正式開播的消息證實安排。
香港由洲立影視有限公司發行《涼宮春日的憂鬱》第一、第二部 DVD 及劇場版《涼宮春日的消失》DVD，只設有日語及中文字幕選擇，第一部初版附送一吹氣公仔。

### 小長門有希的消失
以原作小說第4卷「涼宮春日的消失」為基礎，描寫變成「文靜害羞少女」的長門有希與男主角阿虛的平行世界戀愛故事。
2013年12月18日進行「小長門有希的消失」動畫化企劃期間宣布。是自從2010年電影《涼宮春日的消失》上映以來。在《Young Ace》2014年10月號首度發表決定以電視動畫形式播放。
2014年12月18日在公式官網正式宣布製作人員與配音班底。動畫製作變更由SATELIGHT製作，於2015年4月3日播放。

## 網路動畫

### 小涼宮春日的忧郁
角川動畫頻道自2009年2月13日在YouTube開始播出。

### 小鶴屋學姊的四格
漫畫作品《小鶴屋學姊的四格》被改編爲網絡動畫並在角川動畫頻道播出。

## 劇場版

### 涼宮春日的消失
當2009年版本的電視動畫《涼宮春日的憂鬱》播放最後一集後，角川公佈了小說《涼宮春日的消失》電影化的消息。電影由京都動畫製作，於2010年2月6日在日本上映。

## 音乐

### 凉宫春日的完奏
TV动画《凉宫春日的忧郁 2006版》十周年放送纪念OST，于2016年7月7日发售，内含三张盘，包括忧郁06,09以及消失中的bgm和未使用的音乐片段。

### 《凉宫春日的消失》原声带
凉宫春日剧场版动画的原声带，于2010年1月27日发售。

### 凉宫春日的记忆
OS团女子组的合唱歌曲，包含凉宫06ed、广播主题曲以及凉宫春日系列游戏主题曲，于2009年8月5日发售。

### 凉宫春日的弦奏
2009年4月29日举办的Event“凉宫春日的弦奏”的CD，于2009年6月24日发售。

### 凉宫春日的激奏
凉宫春日主题演唱会DVD，于2007年3月18日发售。

### 《小长门有希的消失》系列角色歌
共五张，于2015年发售。

### 《小长门有希的消失》原声带
CD特典，角川书店发售。

### 《停下！》
《凉宫春日的忧郁2009版》ED

### 《Super Driver》
《凉宫春日的忧郁2009版》OD

### 《晴天好心情》
《凉宫春日的忧郁2009版》OD

### 《鹤屋和熏干酪》印象曲
共三张，2009年发售。

### もう一度歌って、踊る涼宮ハルヒが見たい!新楽曲&MV制作プロジェクト
2024年开启的众筹计划，共制作三首新乐曲与MV，于2025年发表。
- 第1弾：無敵的ハピネス！
- 第2弾：Chasing destiny
- 第3弾：Colorful Starting Line

## 事件
臺灣藝人吳宗憲在2007年於電視節目中，在翻閱當日來賓攜至錄影現場的本作輕小說時，加入自編的笑話。笑話內容有暗示並誤導觀眾「輕小說是色情小說」的嫌疑，事後吳也為此出面道歉。本作出版商台灣角川對吳在節目上的言論發表聲明要求製作單位澄清，以致中視電視台發表聲明對外解釋。

## 相關產品

### Fan Book
日文版
- OFFICIAL FANBOOK 涼宮春日的公式 （2006年8月25日初版發售 ISBN 4048539914）
- 官方指南書 涼宮春日的消失 （2010年2月26日初版發售 ISBN 9784048544610）
- OFFICIAL FANBOOK 涼宮春日的觀測 （2011年6月15日初版發售 ISBN 9784044748500）

中文版
- OFFICIAL FANBOOK 涼宮春日的觀測 （2012年5月4日初版發售 ISBN 9789862876527）

### 畫集
日文版
- いとうのいぢ畫集「ハルヒ主義」（2009年4月30日初版發售 ISBN 9784048542982）
- いとうのいぢ畫集「ハルヒ百花」（2013年5月1日初版發售 ISBN 9784041104088）
- 涼宮春日插圖春・夏 （2010年7月29日初版發售 ISBN 9784048545204）
- 涼宮春日插圖秋・冬 （2010年9月30日初版發售 ISBN 9784048545280)
- 涼宮春日的憂鬱 春日超月刊 （2009年4月10日初版發售 ISBN 9784048543279）
- 涼宮春日的憂鬱 實玖瑠超月刊 （2009年4月10日初版發售 ISBN 9784048543286）
- 涼宮春日的憂鬱 長門超月刊 （2009年5月9日初版發售 ISBN 9784048543293）
- 涼宮春日的憂鬱 阿虛&古泉超月刊 （2009年5月9日初版發售 ISBN 9784048543309）

台／港中文版
- いとうのいぢ畫集「春日主義」（2009年12月25日初版發售 ISBN 9789862374542）
- 涼宮春日的憂鬱 春日超月刊 （2010年3月27日初版發售 ISBN 9789862375785）
- 涼宮春日的憂鬱 實玖瑠超月刊 （2010年4月29日初版發售 ISBN 9789862376201）
- 涼宮春日的憂鬱 長門超月刊 （2010年5月29日初版發售 ISBN 9789862376652）

中國大陸中文版
- 伊东杂音画集 春日主义 （2012年9月20日初版發售 ISBN 9787535654908）
- 伊东杂音画集 春日百花 （2015年10月20日初版发售 ISBN 9787534045585）

### 桌面小程式
凉宫春日的忧郁 DESK TOPACC于2010年3月27日发售。小程序包含各种角色语音包，壁纸以及桌宠。其中桌宠的角色长门有希彩蛋可以模拟《凉宫春日的消失》中的剧情。

### 主题扑克
Parapara Trump《凉宫春日的忧郁》主题扑克，分为《短句》和《转型》两副。

## 來源
1. ↑  . 台灣角川.   [2009-06-19]. （原始内容存档于2009-06-18） （中文（臺灣））.
2. ↑  . MANTANWEB. 每日新聞. 2011-04-21  [2013-01-03]. （原始内容存档于2012-07-16）.
3. ↑  . ラノベニュースオンライン.   [2020-12-19]. （原始内容存档于2020-11-21） （英语）.
4. ↑  . ACGer:日系ACG情報資訊及評論網站. 2017-12-09  [2020-12-19]. （原始内容存档于2021-06-08） （美国英语）.
5. ↑  凉宫年来临！ 天闻角川将同步推出《凉宫春日的惊愕》 （页面存档备份，存于），天闻角川，2011年1月4日（简体中文）
6. ↑  . www.hopetrip.com.hk.   [2020-12-19]. （原始内容存档于2021-06-08） （中文（臺灣））.
7. ↑  巴哈姆特. . 巴哈姆特電玩資訊站.   [2020-12-19]. （原始内容存档于2020-12-04）.
8. ↑  巴哈姆特. . 巴哈姆特電玩資訊站.   [2020-12-19]. （原始内容存档于2020-11-25）.
9. ↑  巴哈姆特. . 巴哈姆特電玩資訊站.   [2020-12-19]. （原始内容存档于2021-06-08）.
10. ↑  4Gamers. . 4Gamers 官方網站.   [2020-12-19]. （原始内容存档于2020-10-29） （中文（繁體））.
11. ↑  . www.sohu.com.   [2020-12-19]. （原始内容存档于2021-06-08） （英语）.
12. ↑  台版小說為了配合劇情提及佐佐木的男性自稱使用，因此中文翻為在下，不過在下一般多對應日文的拙者.
13. ↑  . Gztwkadokawa.com.   [2014-08-19]. （原始内容存档于2017-12-01）.
14. ↑  . Hexieshe.com.   [2014-08-19]. （原始内容存档于2017-12-20）.
15. ↑  （日語）.   [2013-12-18]. （原始内容存档于2015-10-06）.
16. ↑  （日語）. コミックナタリー. ナターシャ. 2014-12-18  [2014-12-19]. （原始内容存档于2021-04-17）.
17. ↑  （日語）トップ>番組検索 >長門有希ちゃんの消失 AT-X （页面存档备份，存于）：AT-X。2014年12月21日閲覧。
18. ↑  . 巴哈姆特電玩資訊站.   [2020-05-18].
19. ↑  ,   [2020-12-19], （原始内容存档于2021-02-27） （日语）
20. ↑  . www.youtube.com.   [2020-12-19]. （原始内容存档于2021-06-08）.
21. ↑  吳宗憲念輕小說如念A書 遭圍剿不道歉 （页面存档备份，存于），蘋果日報 (台灣)，2007-09-04
22. ↑  . Cuhkacs.org. 2007-09-03  [2014-08-03]. （原始内容存档于2020-07-13）.
23. ↑  馮友. . Fongyou.mysinablog.com. 2007-09-03  [2014-08-03]. （原始内容存档于2013-12-30）.
24. ↑  鄭大智. . 2007-09-26  [2014-08-03]. （原始内容存档于2020-08-14）.
25. ↑  Ek@nata. . BlackCatS. 2012-07-17  [2020-05-18]. （原始内容存档于2020-02-01）.
26. ↑  . myfigurecollection.net.   [2020-05-18]. （原始内容存档于2021-06-08） （英语）.

## 外部連結
- （日語）
- （日語）
- （日語）
- （插畫的網站）（日語）